# Flandern Rundt 2019
Flandern Rundt 2019 var den 103. udgave af cykelløbet Flandern Rundt. Det var det 14. arrangement på UCI's World Tour-kalender i 2019 og blev arrangeret 7. april 2019. Løbet blev vundet af italienske Alberto Bettiol fra EF Education First Pro Cycling, foran danske Kasper Asgreen og norske Alexander Kristoff på de resterende podiepladser.

## Resultat
| \| Samlede stilling \| Samlede stilling \| Samlede stilling \| Samlede stilling \| Samlede stilling \| \| Rytter \| Rytter \| Hold \| Tid \| \| \| ---------------- \| -------------------- \| ------------------------ \| ---------------- \| ---------------- \| \| 1. \| Alberto Bettiol \| EF Education First \| 6t 18' 49" \| \| \| 2. \| Kasper Asgreen \| Deceuninck-Quick Step \| + 14" \| \| \| 3. \| Alexander Kristoff \| UAE Team Emirates \| + 17" \| \| \| 4. \| Mathieu van der Poel \| Corendon-Circus \| + 17" \| \| \| 5. \| Nils Politt \| Katusha-Alpecin \| + 17" \| \| \| 6. \| Michael Matthews \| Team Sunweb \| + 17" \| \| \| 7. \| Oliver Naesen \| AG2R La Mondiale \| + 17" \| \| \| 8. \| Alejandro Valverde \| Movistar Team \| + 17" \| \| \| 9. \| Tiesj Benoot \| Lotto-Soudal \| + 17" \| \| \| 10. \| Greg Van Avermaet \| CCC Team \| + 17" \| \| \| 11. \| Peter Sagan \| Bora-Hansgrohe \| + 17" \| \| \| 12. \| Jens Keukeleire \| Lotto-Soudal \| + 17" \| \| \| 13. \| Dries Van Gestel \| Sport Vlaanderen-Baloise \| + 17" \| \| \| 14. \| Wout van Aert \| Team Jumbo-Visma \| + 17" \| \| \| 15. \| Sebastian Langeveld \| EF Education First \| + 17" \| \| \| 16. \| Bob Jungels \| Deceuninck-Quick Step \| + 17" \| \| \| 17. \| Yves Lampaert \| Deceuninck-Quick Step \| + 17" \| \| \| 18. \| Dylan van Baarle \| Team Sky \| + 24" \| \| \| 19. \| Jasper Stuyven \| Trek-Segafredo \| + 1' 19" \| \| \| 20. \| Stijn Vandenbergh \| AG2R La Mondiale \| + 1' 58" \| \| |                      |                          |            |
| |                      |                          |            |
| Kilde: ProCyclingStats |                      |                          |            |
| Samlede stilling |                      |                          |            |
| Rytter | Rytter               | Hold                     | Tid        |
| 1. | Alberto Bettiol      | EF Education First       | 6t 18' 49" |
| 2. | Kasper Asgreen       | Deceuninck-Quick Step    | + 14"      |
| 3. | Alexander Kristoff   | UAE Team Emirates        | + 17"      |
| 4. | Mathieu van der Poel | Corendon-Circus          | + 17"      |
| 5. | Nils Politt          | Katusha-Alpecin          | + 17"      |
| 6. | Michael Matthews     | Team Sunweb              | + 17"      |
| 7. | Oliver Naesen        | AG2R La Mondiale         | + 17"      |
| 8. | Alejandro Valverde   | Movistar Team            | + 17"      |
| 9. | Tiesj Benoot         | Lotto-Soudal             | + 17"      |
| 10. | Greg Van Avermaet    | CCC Team                 | + 17"      |
| 11. | Peter Sagan          | Bora-Hansgrohe           | + 17"      |
| 12. | Jens Keukeleire      | Lotto-Soudal             | + 17"      |
| 13. | Dries Van Gestel     | Sport Vlaanderen-Baloise | + 17"      |
| 14. | Wout van Aert        | Team Jumbo-Visma         | + 17"      |
| 15. | Sebastian Langeveld  | EF Education First       | + 17"      |
| 16. | Bob Jungels          | Deceuninck-Quick Step    | + 17"      |
| 17. | Yves Lampaert        | Deceuninck-Quick Step    | + 17"      |
| 18. | Dylan van Baarle     | Team Sky                 | + 24"      |
| 19. | Jasper Stuyven       | Trek-Segafredo           | + 1' 19"   |
| 20. | Stijn Vandenbergh    | AG2R La Mondiale         | + 1' 58"   |

## Hold og ryttere
| UCI WorldTeams (18)- AG2R La Mondiale - Astana - Bahrain-Merida - Bora-hansgrohe - CCC Team - Deceuninck-Quick Step - Dimension Data - EF Education First - Groupama-FDJ - Team Jumbo-Visma - Lotto Soudal - Mitchelton-Scott - Movistar Team - Katusha-Alpecin - Sky - Team Sunweb - Trek-Segafredo - UAE Team Emirates UCI Professionelle kontinentalthold (7)- Direct Énergie - Cofidis, Solutions Crédits - Corendon-Circus - Wanty-Groupe Gobert - Roompot-Charles - Vital Concept-B&B Hotels - Sport Vlaanderen-Baloise |
| |

### Danske ryttere
| Danske ryttere på startlisten |                         |                                |           |
| Rygnummer                     | Rytter                  | Hold                           | Placering |
| 26                            | Kasper Asgreen          | Deceuninck-Quick Step          | 2         |
| 72                            | Matti Breschel          | EF Education First Pro Cycling | 80        |
| 85                            | Christopher Juul-Jensen | Mitchelton-Scott               | 96        |
| 97                            | Magnus Cort             | Astana Pro Team                | 108       |
| 122                           | Lars Bak                | Dimension Data                 | 125       |
| 124                           | Michael Valgren         | Dimension Data                 | 102       |
| 164                           | Asbjørn Kragh Andersen  | Team Sunweb                    | DNF       |
| 165                           | Søren Kragh Andersen    | Team Sunweb                    | DNF       |
| 166                           | Casper Pedersen         | Team Sunweb                    | 122       |
| 175                           | Mads Pedersen           | Trek-Segafredo                 | DNF       |
| 203                           | Lasse Norman Hansen     | Corendon–Circus                | DNF       |

* DNF = gennemførte ikke

### Startliste
| Direct Énergie TDE | Direct Énergie TDE     | Direct Énergie TDE |
| ------------------ | ---------------------- | ------------------ |
| Nr.                | Rytter                 | Placering          |
| 1                  | Niki Terpstra (NED)    | DNF                |
| 2                  | Lilian Calmejane (FRA) | 40.                |
| 3                  | Anthony Turgis (FRA)   | 97.                |
| 4                  | Damien Gaudin (FRA)    | 23.                |
| 5                  | Pim Ligthart (NED)     | DNF                |
| 6                  | Alexandre Pichot (FRA) | 89.                |
| 7                  | Adrien Petit (FRA)     | 26.                |

| Movistar Team MOV | Movistar Team MOV                   | Movistar Team MOV |
| ----------------- | ----------------------------------- | ----------------- |
| Nr.               | Rytter                              | Placering         |
| 11                | Alejandro Valverde (ESP) (landevej) | 8.                |
| 12                | Imanol Erviti (ESP)                 | 43.               |
| 13                | Lluís Mas (ESP)                     | 123.              |
| 14                | Nelson Oliveira (POR)               | 45.               |
| 15                | Jürgen Roelandts (BEL)              | 68.               |
| 16                | Jasha Sütterlin (GER)               | 22.               |
| 17                | Jaime Castrillo (ESP)               | 90.               |

| Deceuninck-Quick Step DQT | Deceuninck-Quick Step DQT      | Deceuninck-Quick Step DQT |
| ------------------------- | ------------------------------ | ------------------------- |
| Nr.                       | Rytter                         | Placering                 |
| 21                        | Yves Lampaert (BEL) (landevej) | 17.                       |
| 22                        | Philippe Gilbert (BEL)         | DNF                       |
| 23                        | Bob Jungels (LUX) (landevej)   | 16.                       |
| 24                        | Iljo Keisse (BEL)              | 105.                      |
| 25                        | Tim Declercq (BEL)             | 113.                      |
| 26                        | Kasper Asgreen (DEN)           | 2.                        |
| 27                        | Zdeněk Štybar (CZE)            | 36.                       |

| Lotto-Soudal LTS | Lotto-Soudal LTS        | Lotto-Soudal LTS |
| ---------------- | ----------------------- | ---------------- |
| Nr.              | Rytter                  | Placering        |
| 31               | Tiesj Benoot (BEL)      | 9.               |
| 32               | Frederik Frison (BEL)   | DNF              |
| 33               | Jens Keukeleire (BEL)   | 12.              |
| 34               | Nikolas Maes (BEL)      | DNF              |
| 35               | Lawrence Naesen (BEL)   | DNF              |
| 36               | Brian van Goethem (NED) | DNF              |
| 37               | Tim Wellens (BEL)       | 34.              |

| Bora-Hansgrohe BOH | Bora-Hansgrohe BOH                 | Bora-Hansgrohe BOH |
| ------------------ | ---------------------------------- | ------------------ |
| Nr.                | Rytter                             | Placering          |
| 41                 | Peter Sagan (SVK) (landevej)       | 11.                |
| 42                 | Marcus Burghardt (GER)             | 84.                |
| 43                 | Andreas Schillinger (GER)          | DNF                |
| 44                 | Juraj Sagan (SVK)                  | 115.               |
| 45                 | Daniel Oss (ITA)                   | 49.                |
| 46                 | Lukas Pöstlberger (AUT) (landevej) | 74.                |
| 47                 | Maciej Bodnar (POL)                | 124.               |

| AG2R La Mondiale ALM | AG2R La Mondiale ALM                | AG2R La Mondiale ALM |
| -------------------- | ----------------------------------- | -------------------- |
| Nr.                  | Rytter                              | Placering            |
| 51                   | Oliver Naesen (BEL)                 | 7.                   |
| 52                   | Nico Denz (GER)                     | 122.                 |
| 53                   | Silvan Dillier (SUI)                | 54.                  |
| 54                   | Julien Duval (FRA)                  | DNF                  |
| 55                   | Stijn Vandenbergh (BEL)             | 20.                  |
| 56                   | Gediminas Bagdonas (LTU) (landevej) | DNF                  |
| 57                   | Dorian Godon (FRA)                  | 86.                  |

| CCC Team CPT | CCC Team CPT                   | CCC Team CPT |
| ------------ | ------------------------------ | ------------ |
| Nr.          | Rytter                         | Placering    |
| 61           | Greg Van Avermaet (BEL)        | 10.          |
| 62           | Michael Schär (SUI)            | 66.          |
| 63           | Gijs Van Hoecke (BEL)          | 119.         |
| 64           | Nathan Van Hooydonck (BEL)     | 61.          |
| 65           | Guillaume Van Keirsbulck (BEL) | 73.          |
| 66           | Kamil Gradek (POL)             | DNF          |
| 67           | Łukasz Wiśniowski (POL)        | 71.          |

| EF Education First EF1 | EF Education First EF1    | EF Education First EF1 |
| ---------------------- | ------------------------- | ---------------------- |
| Nr.                    | Rytter                    | Placering              |
| 71                     | Sep Vanmarcke (BEL)       | 25.                    |
| 72                     | Matti Breschel (DEN)      | 80.                    |
| 73                     | Sebastian Langeveld (NED) | 15.                    |
| 74                     | Sacha Modolo (ITA)        | DNF                    |
| 75                     | Taylor Phinney (USA)      | DNF                    |
| 76                     | Thomas Scully (NZL)       | 50.                    |
| 77                     | Alberto Bettiol (ITA)     | 1.                     |

| Mitchelton-Scott MTS | Mitchelton-Scott MTS            | Mitchelton-Scott MTS |
| -------------------- | ------------------------------- | -------------------- |
| Nr.                  | Rytter                          | Placering            |
| 81                   | Matteo Trentin (ITA) (landevej) | 21.                  |
| 82                   | Edoardo Affini (ITA)            | DNF                  |
| 83                   | Robert Stannard (AUS)           | DNF                  |
| 84                   | Michael Hepburn (AUS)           | DNF                  |
| 85                   | Christopher Juul-Jensen (DEN)   | 96.                  |
| 86                   | Luka Mezgec (SLO)               | 95.                  |
| 87                   | Jack Bauer (NZL)                | 75.                  |

| Astana AST | Astana AST               | Astana AST |
| ---------- | ------------------------ | ---------- |
| Nr.        | Rytter                   | Placering  |
| 91         | Davide Ballerini (ITA)   | DNF        |
| 92         | Zjandos Bizjigitov (KAZ) | DNF        |
| 93         | Laurens De Vreese (BEL)  | 72.        |
| 94         | Jevgenij Giditj (KAZ)    | DNF        |
| 95         | Daniil Fominykh (KAZ)    | 94.        |
| 96         | Hugo Houle (CAN)         | 85.        |
| 97         | Magnus Cort (DEN)        | 108.       |

| Bahrain-Merida TBM | Bahrain-Merida TBM        | Bahrain-Merida TBM |
| ------------------ | ------------------------- | ------------------ |
| Nr.                | Rytter                    | Placering          |
| 101                | Heinrich Haussler (AUS)   | 33.                |
| 102                | Iván García Cortina (ESP) | 24.                |
| 103                | Kristjan Koren (SLO)      | 47.                |
| 104                | Matej Mohorič (SLO)       | 41.                |
| 105                | Sonny Colbrelli (ITA)     | 30.                |
| 106                | Marcel Sieberg (GER)      | 63.                |
| 107                | Jan Tratnik (SLO)         | 87.                |

| Groupama-FDJ GFC | Groupama-FDJ GFC                  | Groupama-FDJ GFC |
| ---------------- | --------------------------------- | ---------------- |
| Nr.              | Rytter                            | Placering        |
| 111              | Arnaud Démare (FRA)               | 28.              |
| 112              | Antoine Duchesne (CAN) (landevej) | 100.             |
| 113              | Jacopo Guarnieri (ITA)            | DNF              |
| 114              | Ignatas Konovalovas (LTU)         | DNF              |
| 115              | Stefan Küng (SUI)                 | 44.              |
| 116              | Olivier Le Gac (FRA)              | 64.              |
| 117              | Ramon Sinkeldam (NED)             | 114.             |

| Dimension Data TDD | Dimension Data TDD                | Dimension Data TDD |
| ------------------ | --------------------------------- | ------------------ |
| Nr.                | Rytter                            | Placering          |
| 121                | Edvald Boasson Hagen (NOR)        | 32.                |
| 122                | Lars Bak (DEN)                    | 125.               |
| 123                | Bernhard Eisel (AUT)              | 117.               |
| 124                | Michael Valgren (DEN)             | 102.               |
| 125                | Reinardt Janse van Rensburg (RSA) | 55.                |
| 126                | Jay Robert Thomson (RSA)          | DNF                |
| 127                | Julien Vermote (BEL)              | 52.                |

| Team Jumbo-Visma TJV | Team Jumbo-Visma TJV        | Team Jumbo-Visma TJV |
| -------------------- | --------------------------- | -------------------- |
| Nr.                  | Rytter                      | Placering            |
| 131                  | Wout van Aert (BEL)         | 14.                  |
| 132                  | Amund Grøndahl Jansen (NOR) | 99.                  |
| 133                  | Mike Teunissen (NED)        | 31.                  |
| 134                  | Pascal Eenkhoorn (NED)      | 62.                  |
| 135                  | Taco van der Hoorn (NED)    | 59.                  |
| 136                  | Danny van Poppel (NED)      | DNF                  |
| 137                  | Maarten Wynants (BEL)       | 103.                 |

| Katusha-Alpecin TKA | Katusha-Alpecin TKA        | Katusha-Alpecin TKA |
| ------------------- | -------------------------- | ------------------- |
| Nr.                 | Rytter                     | Placering           |
| 141                 | Jens Debusschere (BEL)     | 35.                 |
| 142                 | Jenthe Biermans (BEL)      | DNF                 |
| 143                 | Marco Haller (AUT)         | 53.                 |
| 144                 | Reto Hollenstein (SUI)     | 82.                 |
| 145                 | Vjatjeslav Kuznetsov (RUS) | 79.                 |
| 146                 | Nils Politt (GER)          | 5.                  |
| 147                 | Rick Zabel (GER)           | DNF                 |

| Team Sky SKY | Team Sky SKY           | Team Sky SKY |
| ------------ | ---------------------- | ------------ |
| Nr.          | Rytter                 | Placering    |
| 151          | Gianni Moscon (ITA)    | 42.          |
| 152          | Owain Doull (GBR)      | 83.          |
| 153          | Christian Knees (GER)  | 48.          |
| 154          | Filippo Ganna (ITA)    | 98.          |
| 155          | Luke Rowe (GBR)        | 27.          |
| 156          | Ian Stannard (GBR)     | 76.          |
| 157          | Dylan van Baarle (NED) | 18.          |

| Team Sunweb SUN | Team Sunweb SUN              | Team Sunweb SUN |
| --------------- | ---------------------------- | --------------- |
| Nr.             | Rytter                       | Placering       |
| 161             | Michael Matthews (AUS)       | 6.              |
| 162             | Roy Curvers (NED)            | 107.            |
| 163             | Nikias Arndt (GER)           | DNF             |
| 164             | Asbjørn Kragh Andersen (DEN) | DNF             |
| 165             | Søren Kragh Andersen (DEN)   | DNF             |
| 166             | Casper Pedersen (DEN)        | 112.            |
| 167             | Cees Bol (NED)               | DNF             |

| Trek-Segafredo TFS | Trek-Segafredo TFS   | Trek-Segafredo TFS |
| ------------------ | -------------------- | ------------------ |
| Nr.                | Rytter               | Placering          |
| 171                | Jasper Stuyven (BEL) | 19.                |
| 172                | John Degenkolb (GER) | 29.                |
| 173                | Alex Kirsch (LUX)    | 120.               |
| 174                | Kiel Reijnen (USA)   | DNF                |
| 175                | Mads Pedersen (DEN)  | DNF                |
| 176                | Koen de Kort (NED)   | 101.               |
| 177                | Edward Theuns (BEL)  | 57.                |

| UAE Team Emirates UAD | UAE Team Emirates UAD                 | UAE Team Emirates UAD |
| --------------------- | ------------------------------------- | --------------------- |
| Nr.                   | Rytter                                | Placering             |
| 181                   | Alexander Kristoff (NOR)              | 3.                    |
| 182                   | Fernando Gaviria (COL)                | 78.                   |
| 183                   | Jasper Philipsen (BEL)                | DNF                   |
| 184                   | Vegard Stake Laengen (NOR) (landevej) | 121.                  |
| 185                   | Marco Marcato (ITA)                   | 104.                  |
| 186                   | Sven Erik Bystrøm (NOR)               | 38.                   |
| 187                   | Oliviero Troia (ITA)                  | DNF                   |

| Cofidis, Solutions Crédits COF | Cofidis, Solutions Crédits COF | Cofidis, Solutions Crédits COF |
| ------------------------------ | ------------------------------ | ------------------------------ |
| Nr.                            | Rytter                         | Placering                      |
| 191                            | Filippo Fortin (ITA)           | DNF                            |
| 192                            | Christophe Laporte (FRA)       | DNF                            |
| 193                            | Cyril Lemoine (FRA)            | 92.                            |
| 194                            | Damien Touzé (FRA)             | 106.                           |
| 195                            | Bert Van Lerberghe (BEL)       | 111.                           |
| 196                            | Kenneth Vanbilsen (BEL)        | DNF                            |
| 197                            | Zico Waeytens (BEL)            | DNF                            |

| Corendon-Circus COC | Corendon-Circus COC                   | Corendon-Circus COC |
| ------------------- | ------------------------------------- | ------------------- |
| Nr.                 | Rytter                                | Placering           |
| 201                 | Mathieu van der Poel (NED) (landevej) | 4.                  |
| 202                 | Stijn Devolder (BEL)                  | 51.                 |
| 203                 | Lasse Norman Leth (DEN)               | DNF                 |
| 204                 | Roy Jans (BEL)                        | DNF                 |
| 205                 | Gianni Vermeersch (BEL)               | 69.                 |
| 206                 | Dries De Bondt (BEL)                  | DNF                 |
| 207                 | Otto Vergaerde (BEL)                  | 91.                 |

| Roompot-Charles ROC | Roompot-Charles ROC       | Roompot-Charles ROC |
| ------------------- | ------------------------- | ------------------- |
| Nr.                 | Rytter                    | Placering           |
| 211                 | Lars Boom (NED)           | DNF                 |
| 212                 | Jesper Asselman (NED)     | DNF                 |
| 213                 | Stijn Steels (BEL)        | 110.                |
| 214                 | Sjoerd van Ginneken (NED) | DNF                 |
| 215                 | Boy van Poppel (NED)      | 56.                 |
| 216                 | Senne Leysen (BEL)        | 93.                 |
| 217                 | Pieter Weening (NED)      | 46.                 |

| Sport Vlaanderen-Baloise SVB | Sport Vlaanderen-Baloise SVB | Sport Vlaanderen-Baloise SVB |
| ---------------------------- | ---------------------------- | ---------------------------- |
| Nr.                          | Rytter                       | Placering                    |
| 221                          | Piet Allegaert (BEL)         | 60.                          |
| 222                          | Thomas Sprengers (BEL)       | 67.                          |
| 223                          | Benjamin Declercq (BEL)      | 109.                         |
| 224                          | Dries Van Gestel (BEL)       | 13.                          |
| 225                          | Edward Planckaert (BEL)      | 118.                         |
| 226                          | Kenneth Van Rooy (BEL)       | DNF                          |
| 227                          | Jordi Warlop (BEL)           | 116.                         |

| Vital Concept-B&B Hotels VCB | Vital Concept-B&B Hotels VCB | Vital Concept-B&B Hotels VCB |
| ---------------------------- | ---------------------------- | ---------------------------- |
| Nr.                          | Rytter                       | Placering                    |
| 231                          | Kris Boeckmans (BEL)         | DNF                          |
| 232                          | Bert De Backer (BEL)         | 70.                          |
| 233                          | Adrien Garel (FRA)           | DNF                          |
| 234                          | Julien Morice (FRA)          | DNF                          |
| 235                          | Jérémy Lecroq (FRA)          | DNF                          |
| 236                          | Jimmy Turgis (FRA)           | 81.                          |
| 237                          | Jonas Vangenechten (BEL)     | 88.                          |

| Wanty-Gobert WGG | Wanty-Gobert WGG        | Wanty-Gobert WGG |
| ---------------- | ----------------------- | ---------------- |
| Nr.              | Rytter                  | Placering        |
| 241              | Frederik Backaert (BEL) | 65.              |
| 242              | Aimé De Gendt (BEL)     | 37.              |
| 243              | Tom Devriendt (BEL)     | DNF              |
| 244              | Andrea Pasqualon (ITA)  | 58.              |
| 245              | Xandro Meurisse (BEL)   | 77.              |
| 246              | Ludwig De Winter (BEL)  | DNF              |
| 247              | Loïc Vliegen (BEL)      | 39.              |

| Direct Énergie TDE | Direct Énergie TDE     | Direct Énergie TDE |
| ------------------ | ---------------------- | ------------------ |
| Nr.                | Rytter                 | Placering          |
| 1                  | Niki Terpstra (NED)    | DNF                |
| 2                  | Lilian Calmejane (FRA) | 40.                |
| 3                  | Anthony Turgis (FRA)   | 97.                |
| 4                  | Damien Gaudin (FRA)    | 23.                |
| 5                  | Pim Ligthart (NED)     | DNF                |
| 6                  | Alexandre Pichot (FRA) | 89.                |
| 7                  | Adrien Petit (FRA)     | 26.                |

| Movistar Team MOV | Movistar Team MOV                   | Movistar Team MOV |
| ----------------- | ----------------------------------- | ----------------- |
| Nr.               | Rytter                              | Placering         |
| 11                | Alejandro Valverde (ESP) (landevej) | 8.                |
| 12                | Imanol Erviti (ESP)                 | 43.               |
| 13                | Lluís Mas (ESP)                     | 123.              |
| 14                | Nelson Oliveira (POR)               | 45.               |
| 15                | Jürgen Roelandts (BEL)              | 68.               |
| 16                | Jasha Sütterlin (GER)               | 22.               |
| 17                | Jaime Castrillo (ESP)               | 90.               |

| Deceuninck-Quick Step DQT | Deceuninck-Quick Step DQT      | Deceuninck-Quick Step DQT |
| ------------------------- | ------------------------------ | ------------------------- |
| Nr.                       | Rytter                         | Placering                 |
| 21                        | Yves Lampaert (BEL) (landevej) | 17.                       |
| 22                        | Philippe Gilbert (BEL)         | DNF                       |
| 23                        | Bob Jungels (LUX) (landevej)   | 16.                       |
| 24                        | Iljo Keisse (BEL)              | 105.                      |
| 25                        | Tim Declercq (BEL)             | 113.                      |
| 26                        | Kasper Asgreen (DEN)           | 2.                        |
| 27                        | Zdeněk Štybar (CZE)            | 36.                       |

| Lotto-Soudal LTS | Lotto-Soudal LTS        | Lotto-Soudal LTS |
| ---------------- | ----------------------- | ---------------- |
| Nr.              | Rytter                  | Placering        |
| 31               | Tiesj Benoot (BEL)      | 9.               |
| 32               | Frederik Frison (BEL)   | DNF              |
| 33               | Jens Keukeleire (BEL)   | 12.              |
| 34               | Nikolas Maes (BEL)      | DNF              |
| 35               | Lawrence Naesen (BEL)   | DNF              |
| 36               | Brian van Goethem (NED) | DNF              |
| 37               | Tim Wellens (BEL)       | 34.              |

| Bora-Hansgrohe BOH | Bora-Hansgrohe BOH                 | Bora-Hansgrohe BOH |
| ------------------ | ---------------------------------- | ------------------ |
| Nr.                | Rytter                             | Placering          |
| 41                 | Peter Sagan (SVK) (landevej)       | 11.                |
| 42                 | Marcus Burghardt (GER)             | 84.                |
| 43                 | Andreas Schillinger (GER)          | DNF                |
| 44                 | Juraj Sagan (SVK)                  | 115.               |
| 45                 | Daniel Oss (ITA)                   | 49.                |
| 46                 | Lukas Pöstlberger (AUT) (landevej) | 74.                |
| 47                 | Maciej Bodnar (POL)                | 124.               |

| AG2R La Mondiale ALM | AG2R La Mondiale ALM                | AG2R La Mondiale ALM |
| -------------------- | ----------------------------------- | -------------------- |
| Nr.                  | Rytter                              | Placering            |
| 51                   | Oliver Naesen (BEL)                 | 7.                   |
| 52                   | Nico Denz (GER)                     | 122.                 |
| 53                   | Silvan Dillier (SUI)                | 54.                  |
| 54                   | Julien Duval (FRA)                  | DNF                  |
| 55                   | Stijn Vandenbergh (BEL)             | 20.                  |
| 56                   | Gediminas Bagdonas (LTU) (landevej) | DNF                  |
| 57                   | Dorian Godon (FRA)                  | 86.                  |

| CCC Team CPT | CCC Team CPT                   | CCC Team CPT |
| ------------ | ------------------------------ | ------------ |
| Nr.          | Rytter                         | Placering    |
| 61           | Greg Van Avermaet (BEL)        | 10.          |
| 62           | Michael Schär (SUI)            | 66.          |
| 63           | Gijs Van Hoecke (BEL)          | 119.         |
| 64           | Nathan Van Hooydonck (BEL)     | 61.          |
| 65           | Guillaume Van Keirsbulck (BEL) | 73.          |
| 66           | Kamil Gradek (POL)             | DNF          |
| 67           | Łukasz Wiśniowski (POL)        | 71.          |

| EF Education First EF1 | EF Education First EF1    | EF Education First EF1 |
| ---------------------- | ------------------------- | ---------------------- |
| Nr.                    | Rytter                    | Placering              |
| 71                     | Sep Vanmarcke (BEL)       | 25.                    |
| 72                     | Matti Breschel (DEN)      | 80.                    |
| 73                     | Sebastian Langeveld (NED) | 15.                    |
| 74                     | Sacha Modolo (ITA)        | DNF                    |
| 75                     | Taylor Phinney (USA)      | DNF                    |
| 76                     | Thomas Scully (NZL)       | 50.                    |
| 77                     | Alberto Bettiol (ITA)     | 1.                     |

| Mitchelton-Scott MTS | Mitchelton-Scott MTS            | Mitchelton-Scott MTS |
| -------------------- | ------------------------------- | -------------------- |
| Nr.                  | Rytter                          | Placering            |
| 81                   | Matteo Trentin (ITA) (landevej) | 21.                  |
| 82                   | Edoardo Affini (ITA)            | DNF                  |
| 83                   | Robert Stannard (AUS)           | DNF                  |
| 84                   | Michael Hepburn (AUS)           | DNF                  |
| 85                   | Christopher Juul-Jensen (DEN)   | 96.                  |
| 86                   | Luka Mezgec (SLO)               | 95.                  |
| 87                   | Jack Bauer (NZL)                | 75.                  |

| Astana AST | Astana AST               | Astana AST |
| ---------- | ------------------------ | ---------- |
| Nr.        | Rytter                   | Placering  |
| 91         | Davide Ballerini (ITA)   | DNF        |
| 92         | Zjandos Bizjigitov (KAZ) | DNF        |
| 93         | Laurens De Vreese (BEL)  | 72.        |
| 94         | Jevgenij Giditj (KAZ)    | DNF        |
| 95         | Daniil Fominykh (KAZ)    | 94.        |
| 96         | Hugo Houle (CAN)         | 85.        |
| 97         | Magnus Cort (DEN)        | 108.       |

| Bahrain-Merida TBM | Bahrain-Merida TBM        | Bahrain-Merida TBM |
| ------------------ | ------------------------- | ------------------ |
| Nr.                | Rytter                    | Placering          |
| 101                | Heinrich Haussler (AUS)   | 33.                |
| 102                | Iván García Cortina (ESP) | 24.                |
| 103                | Kristjan Koren (SLO)      | 47.                |
| 104                | Matej Mohorič (SLO)       | 41.                |
| 105                | Sonny Colbrelli (ITA)     | 30.                |
| 106                | Marcel Sieberg (GER)      | 63.                |
| 107                | Jan Tratnik (SLO)         | 87.                |

| Groupama-FDJ GFC | Groupama-FDJ GFC                  | Groupama-FDJ GFC |
| ---------------- | --------------------------------- | ---------------- |
| Nr.              | Rytter                            | Placering        |
| 111              | Arnaud Démare (FRA)               | 28.              |
| 112              | Antoine Duchesne (CAN) (landevej) | 100.             |
| 113              | Jacopo Guarnieri (ITA)            | DNF              |
| 114              | Ignatas Konovalovas (LTU)         | DNF              |
| 115              | Stefan Küng (SUI)                 | 44.              |
| 116              | Olivier Le Gac (FRA)              | 64.              |
| 117              | Ramon Sinkeldam (NED)             | 114.             |

| Dimension Data TDD | Dimension Data TDD                | Dimension Data TDD |
| ------------------ | --------------------------------- | ------------------ |
| Nr.                | Rytter                            | Placering          |
| 121                | Edvald Boasson Hagen (NOR)        | 32.                |
| 122                | Lars Bak (DEN)                    | 125.               |
| 123                | Bernhard Eisel (AUT)              | 117.               |
| 124                | Michael Valgren (DEN)             | 102.               |
| 125                | Reinardt Janse van Rensburg (RSA) | 55.                |
| 126                | Jay Robert Thomson (RSA)          | DNF                |
| 127                | Julien Vermote (BEL)              | 52.                |

| Team Jumbo-Visma TJV | Team Jumbo-Visma TJV        | Team Jumbo-Visma TJV |
| -------------------- | --------------------------- | -------------------- |
| Nr.                  | Rytter                      | Placering            |
| 131                  | Wout van Aert (BEL)         | 14.                  |
| 132                  | Amund Grøndahl Jansen (NOR) | 99.                  |
| 133                  | Mike Teunissen (NED)        | 31.                  |
| 134                  | Pascal Eenkhoorn (NED)      | 62.                  |
| 135                  | Taco van der Hoorn (NED)    | 59.                  |
| 136                  | Danny van Poppel (NED)      | DNF                  |
| 137                  | Maarten Wynants (BEL)       | 103.                 |

| Katusha-Alpecin TKA | Katusha-Alpecin TKA        | Katusha-Alpecin TKA |
| ------------------- | -------------------------- | ------------------- |
| Nr.                 | Rytter                     | Placering           |
| 141                 | Jens Debusschere (BEL)     | 35.                 |
| 142                 | Jenthe Biermans (BEL)      | DNF                 |
| 143                 | Marco Haller (AUT)         | 53.                 |
| 144                 | Reto Hollenstein (SUI)     | 82.                 |
| 145                 | Vjatjeslav Kuznetsov (RUS) | 79.                 |
| 146                 | Nils Politt (GER)          | 5.                  |
| 147                 | Rick Zabel (GER)           | DNF                 |

| Team Sky SKY | Team Sky SKY           | Team Sky SKY |
| ------------ | ---------------------- | ------------ |
| Nr.          | Rytter                 | Placering    |
| 151          | Gianni Moscon (ITA)    | 42.          |
| 152          | Owain Doull (GBR)      | 83.          |
| 153          | Christian Knees (GER)  | 48.          |
| 154          | Filippo Ganna (ITA)    | 98.          |
| 155          | Luke Rowe (GBR)        | 27.          |
| 156          | Ian Stannard (GBR)     | 76.          |
| 157          | Dylan van Baarle (NED) | 18.          |

| Team Sunweb SUN | Team Sunweb SUN              | Team Sunweb SUN |
| --------------- | ---------------------------- | --------------- |
| Nr.             | Rytter                       | Placering       |
| 161             | Michael Matthews (AUS)       | 6.              |
| 162             | Roy Curvers (NED)            | 107.            |
| 163             | Nikias Arndt (GER)           | DNF             |
| 164             | Asbjørn Kragh Andersen (DEN) | DNF             |
| 165             | Søren Kragh Andersen (DEN)   | DNF             |
| 166             | Casper Pedersen (DEN)        | 112.            |
| 167             | Cees Bol (NED)               | DNF             |

| Trek-Segafredo TFS | Trek-Segafredo TFS   | Trek-Segafredo TFS |
| ------------------ | -------------------- | ------------------ |
| Nr.                | Rytter               | Placering          |
| 171                | Jasper Stuyven (BEL) | 19.                |
| 172                | John Degenkolb (GER) | 29.                |
| 173                | Alex Kirsch (LUX)    | 120.               |
| 174                | Kiel Reijnen (USA)   | DNF                |
| 175                | Mads Pedersen (DEN)  | DNF                |
| 176                | Koen de Kort (NED)   | 101.               |
| 177                | Edward Theuns (BEL)  | 57.                |

| UAE Team Emirates UAD | UAE Team Emirates UAD                 | UAE Team Emirates UAD |
| --------------------- | ------------------------------------- | --------------------- |
| Nr.                   | Rytter                                | Placering             |
| 181                   | Alexander Kristoff (NOR)              | 3.                    |
| 182                   | Fernando Gaviria (COL)                | 78.                   |
| 183                   | Jasper Philipsen (BEL)                | DNF                   |
| 184                   | Vegard Stake Laengen (NOR) (landevej) | 121.                  |
| 185                   | Marco Marcato (ITA)                   | 104.                  |
| 186                   | Sven Erik Bystrøm (NOR)               | 38.                   |
| 187                   | Oliviero Troia (ITA)                  | DNF                   |

| Cofidis, Solutions Crédits COF | Cofidis, Solutions Crédits COF | Cofidis, Solutions Crédits COF |
| ------------------------------ | ------------------------------ | ------------------------------ |
| Nr.                            | Rytter                         | Placering                      |
| 191                            | Filippo Fortin (ITA)           | DNF                            |
| 192                            | Christophe Laporte (FRA)       | DNF                            |
| 193                            | Cyril Lemoine (FRA)            | 92.                            |
| 194                            | Damien Touzé (FRA)             | 106.                           |
| 195                            | Bert Van Lerberghe (BEL)       | 111.                           |
| 196                            | Kenneth Vanbilsen (BEL)        | DNF                            |
| 197                            | Zico Waeytens (BEL)            | DNF                            |

| Corendon-Circus COC | Corendon-Circus COC                   | Corendon-Circus COC |
| ------------------- | ------------------------------------- | ------------------- |
| Nr.                 | Rytter                                | Placering           |
| 201                 | Mathieu van der Poel (NED) (landevej) | 4.                  |
| 202                 | Stijn Devolder (BEL)                  | 51.                 |
| 203                 | Lasse Norman Leth (DEN)               | DNF                 |
| 204                 | Roy Jans (BEL)                        | DNF                 |
| 205                 | Gianni Vermeersch (BEL)               | 69.                 |
| 206                 | Dries De Bondt (BEL)                  | DNF                 |
| 207                 | Otto Vergaerde (BEL)                  | 91.                 |

| Roompot-Charles ROC | Roompot-Charles ROC       | Roompot-Charles ROC |
| ------------------- | ------------------------- | ------------------- |
| Nr.                 | Rytter                    | Placering           |
| 211                 | Lars Boom (NED)           | DNF                 |
| 212                 | Jesper Asselman (NED)     | DNF                 |
| 213                 | Stijn Steels (BEL)        | 110.                |
| 214                 | Sjoerd van Ginneken (NED) | DNF                 |
| 215                 | Boy van Poppel (NED)      | 56.                 |
| 216                 | Senne Leysen (BEL)        | 93.                 |
| 217                 | Pieter Weening (NED)      | 46.                 |

| Sport Vlaanderen-Baloise SVB | Sport Vlaanderen-Baloise SVB | Sport Vlaanderen-Baloise SVB |
| ---------------------------- | ---------------------------- | ---------------------------- |
| Nr.                          | Rytter                       | Placering                    |
| 221                          | Piet Allegaert (BEL)         | 60.                          |
| 222                          | Thomas Sprengers (BEL)       | 67.                          |
| 223                          | Benjamin Declercq (BEL)      | 109.                         |
| 224                          | Dries Van Gestel (BEL)       | 13.                          |
| 225                          | Edward Planckaert (BEL)      | 118.                         |
| 226                          | Kenneth Van Rooy (BEL)       | DNF                          |
| 227                          | Jordi Warlop (BEL)           | 116.                         |

| Vital Concept-B&B Hotels VCB | Vital Concept-B&B Hotels VCB | Vital Concept-B&B Hotels VCB |
| ---------------------------- | ---------------------------- | ---------------------------- |
| Nr.                          | Rytter                       | Placering                    |
| 231                          | Kris Boeckmans (BEL)         | DNF                          |
| 232                          | Bert De Backer (BEL)         | 70.                          |
| 233                          | Adrien Garel (FRA)           | DNF                          |
| 234                          | Julien Morice (FRA)          | DNF                          |
| 235                          | Jérémy Lecroq (FRA)          | DNF                          |
| 236                          | Jimmy Turgis (FRA)           | 81.                          |
| 237                          | Jonas Vangenechten (BEL)     | 88.                          |

| Wanty-Gobert WGG | Wanty-Gobert WGG        | Wanty-Gobert WGG |
| ---------------- | ----------------------- | ---------------- |
| Nr.              | Rytter                  | Placering        |
| 241              | Frederik Backaert (BEL) | 65.              |
| 242              | Aimé De Gendt (BEL)     | 37.              |
| 243              | Tom Devriendt (BEL)     | DNF              |
| 244              | Andrea Pasqualon (ITA)  | 58.              |
| 245              | Xandro Meurisse (BEL)   | 77.              |
| 246              | Ludwig De Winter (BEL)  | DNF              |
| 247              | Loïc Vliegen (BEL)      | 39.              |